# Arrondissement de Calbe-sur-la-Saale

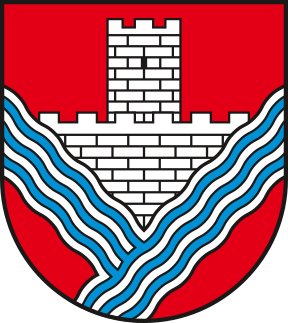
Armoiries de l'arrondissement de Calbe-sur-la-Saale

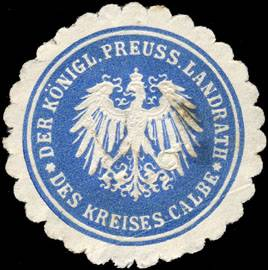
Sceau de l'arrondissement royal prussien de l'arrondissement de Calbe-sur-la-Saale

L'arrondissement de Calbe-sur-la-Saale, existe en Prusse, dans la zone d'occupation soviétique et en RDA de 1816 à 1950.

## Histoire
Dans le cadre des réformes administratives prussiennes après le Congrès de Vienne du 1er juillet 1816, l'arrondissement de Calbe est créé dans le district de Magdebourg de la province de Saxe. Le bureau de l'arrondissement est à Calbe.
Le 1er avril 1913, les communes d'Elbenau et de Grünewalde de l'arrondissement de Jerichow I (de) sont incorporées à la ville de Schönebeck dans l'arrondissement de Calbe. Le 30 septembre 1929, une réforme territoriale a lieu dans l'arrondissement de Calbe, conformément à l'évolution dans le reste de l'État libre de Prusse, dans laquelle tous les districts de domaine indépendants sont dissous et attribués aux communes voisines. Après la dissolution de la province de Saxe le 1er juillet 1944, l'arrondissement appartient à la nouvelle province de Magdebourg. Au printemps 1945, la région est occupée par les forces armées américaines.

En 1945, l'administration militaire soviétique unifie les deux provinces de Magdebourg et Halle-Mersebourg, l'État libre d'Anhalt et certaines parties de Brunswick pour former la nouvelle province de Saxe. Le 23 juillet 1945, le gouvernement provincial créé trois administrations de district (Dessau pour l'ancien État libre d'Anhalt, Magdebourg pour l'ancienne province de Magdebourg et Mersebourg pour l'ancienne province de Halle-Mersebourg), le district étant désormais connu sous le nom d'arrondissement de Calbe est initialement transféré au district de Magdebourg, mais est transféré au district de Dessau (de) le 10 février 1946. Le 10 janvier 1947, la province de Saxe adopte le nom d'État de Saxe-Anhalt et peu après, le 25 février 1947, le Conseil de contrôle allié déclare la dissolution de l'État libre de Prusse. Le 30 juin 1947, la Saxe-Anhalt dissout les districts en tant qu'échelon administratif intermédiaire. Le 15 juin 1950, la première réforme administrative a lieu en Saxe-Anhalt : 
- La ville d'Aken a./E. et les communes de Chörau et Micheln sont transférées de l'arrondissement de Calbe vers l'arrondissement de Köthen (de).
- La ville de Staßfurt et la commune de Neugattersleben sont transférées de l'arrondissement de Calbe vers l'arrondissement de Bernbourg (de).
- L'arrondissement de Calbe est rebaptisé arrondissement de Schönebeck .
- Les communes de Großmühlingen et Kleinmühlingen sont transférées de l'arrondissement de Bernbourg (de) vers l'arrondissement de Schönebeck.
- Les communes de Calenberge, Pechau et Randau sont transférées de l'arrondissement de Jerichow I (de) vers l'arrondissement de Schönebeck.
- La commune de Welsleben est transférée de l'arrondissement de Wanzleben vers l'arrondissement de Schönebeck.

Au cours de la grande réforme administrative du 25 juillet 1952, d'autres changements territoriaux se produisent :
- La commune de Gramsdorf est transférée de l'arrondissement de Schönebeck (de) vers l'arrondissement de Bernbourg (de)
- La commune de Dornbock est transférée de l'arrondissement de Schönebeck vers l'arrondissement de Köthen (de).
- Les communes d'Atzendorf, Borne, Förderstedt, Löbnitz et Löderburg sont transférées de l'arrondissement de Schönebeck vers le nouveau arrondissement de Staßfurt
- Les communes de Plötzky, Pretzien et Ranies sont transférées de l'arrondissement de Burg (de) vers l'arrondissement de Schönebeck.
- Les arrondissements de Schönebeck et Staßfurt sont affectés au nouveau district de Magdebourg ; l'arrondissement de Bernbourg est affecté au nouveau district de Halle.

## Évolution de la démographie
| Année | Habitants | Source |
| ----- | --------- | ------ |
| 1816  | 34 086    | [ 5 ]  |
| 1843  | 48 073    | [ 6 ]  |
| 1871  | 75 451    | [ 7 ]  |
| 1890  | 99 857    | [ 8 ]  |
| 1900  | 107 532   | [ 8 ]  |
| 1910  | 108 798   | [ 8 ]  |
| 1925  | 111 215   | [ 8 ]  |
| 1933  | 112 490   | [ 8 ]  |
| 1939  | 117 332   | [ 8 ]  |
| 1946  | 117 731   | [ 9 ]  |

## Politique

### Administrateurs de l'arrondissement
- 1816–1818 Friedrich Wilhelm von Steinäcker
- 1818–1858 Franz von Steinäcker
- 1858–1880 Bruno von Steinäcker
- 1880–1884 Justus Philipp Harte
- 1884–1889 Ernst Mejer
- 1889–1911 Max Hermann Pape
- 1911–1919 Ludwig Kothe
- 1919–1922 Karl Bergemann (de)
- 1922–1932 Otto Voß
- 1932–1940 Theodor Parisius (de)
- 1940–1945 Bodo von Alvensleben (de)

## Constitution communale
Depuis le XIXe siècle, l'arrondissement de Calbe-sur-la-Saale est divisé en villes, en communes rurales et en districts de domaine. Avec l'introduction de la loi constitutionnelle prussienne sur les communes du 15 décembre 1933 ainsi que le code communal allemand du 30 janvier 1935, le principe du leader est appliqué au niveau municipal. Une nouvelle constitution d'arrondissement n'est plus créée; Les règlements de l'arrondissement pour les provinces de Prusse-Orientale et Occidentale, de Brandebourg, de Poméranie, de Silésie et de Saxe du 19 mars 1881 restent applicables.

## Villes et communes

### Situation en 1945
En 1945, l'arrondissement de Calbe-sur-la-Saale comprend cinq villes et 37 autres communes :
| - Aken a./E., ville - Athensleben - Atzendorf - Barby a./E., ville - Biere - Borne - Breitenhagen - Brumby - Calbe a./S., ville - Chörau - Dornbock - Eggersdorf - Eickendorf - Förderstedt | - Glinde - Glöthe - Gnadau - Gramsdorf - Groß Rosenburg - Klein Rosenburg - Kühren - Löbnitz - Lödderitz - Löderburg - Maxdorf - Mennewitz - Micheln - Neugattersleben | - Pömmelte - Rajoch - Sachsendorf - Schönebeck, ville - Schwarz - Staßfurt, ville - Susigke - Tornitz - Trabitz - Üllnitz - Werkleitz - Wespen - Zens - Zuchau |

### Communes dissoutes avant 1950
- Bisdorf, 1937 à Borne
- Felgeleben, 1923 à Schönebeck
- Frohse, le 1er février 1932 à Schönebeck-Bad Salzelmen
- Hohendorf, 1928 à Neugattersleben-Hohendorf
- Bad Salzelmen, le 1er février 1932 à Schönebeck-Bad Salzelmen

### Changements de nom
- Groß Salze, rebaptisée Bad Salzelmen en 1926
- Neugattersleben-Hohendorf, rebaptisé Neugattersleben en 1932
- Schönebeck-Bad Salzelmen, rebaptisée Schönebeck (Elbe) le 27 février 1932